# فرانک ماتیش

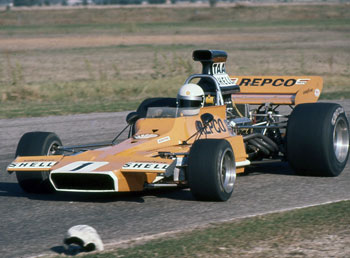
فرانک ماتیش در1960

فرانک ماتیش (به انگلیسی: Frank Matich) (زاده ۱۹۳۵) یک راننده ماشین مسابقه استرالیایی موفق در دهه‌های ۱۹۶۰ و ۷۰ بود.